# Olšany (kraj pilzneński)
Olšany – gmina w Czechach, w powiecie Klatovy, w kraju pilzneńskim.
1 stycznia 2017 gminę zamieszkiwało 207 osób, a ich średni wiek wynosił 45,6 roku.